# Thiago Alves (voleibolista)

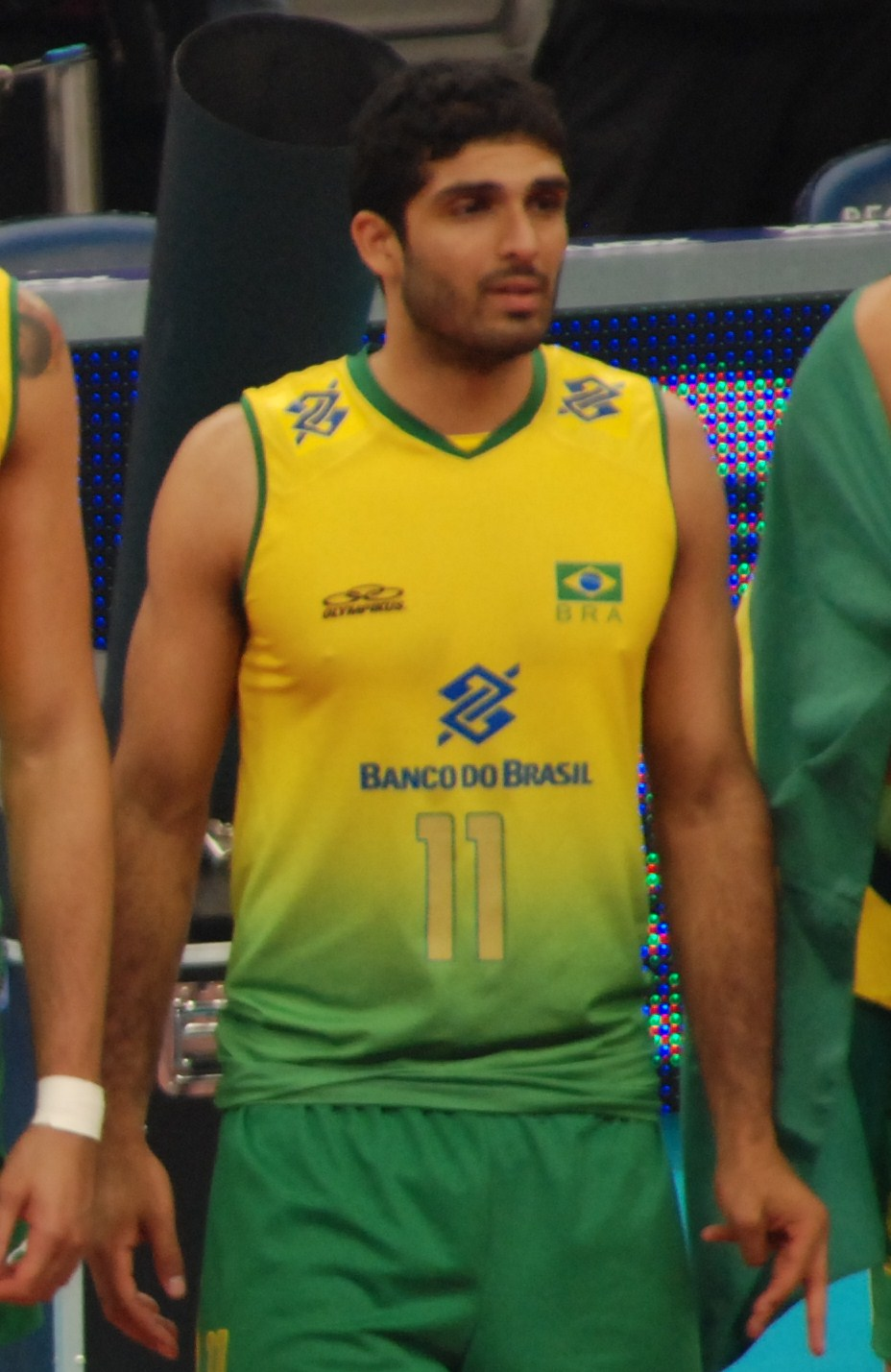
Thiago Soares com a camisa da seleção brasileira

Thiago Soares Alves (Porto Alegre, 26 de julho de 1986) é um voleibolista brasileiro  com histórico profissional  em clubes brasileiros e internacionais,além de defender a seleção brasileira, pela qual  obteve títulos e resultados significativos  em todas as categorias: campeão sul-americano na categoria infanto-juvenil em 2002, campeão mundial nesta mesma categoria em 2003; foi campeão sul-americano  em 2004 e vice-campeão mundial  em 2005na categoria juvenil; entre os títulos conquistados na categoria adulta, o mais expressivo  deu-se na Olimpíada de Londres 2012 quando ficou com a medalha de prata.

## Carreira
Thiago Alves, filho de ex-atletas, pode-se dizer  que desde  criança  os ginásios desportivos já faziam parte de sua vida, pois, ainda bem pequeno era levado no carrinho de bebê juntamente com sua irmã Viviane, para acompanhar  seu pai Ricardo, ex-basquetebolista da seleção gaúcha e sua mãe Iveth  ex-voleibolista,que também defendeu a seleção  gaúcha. Antes de se dedicar profissionalmente ao voleibol Thiago se aventurou em futsal, futebol e judô, nesta última modalidade foi campeão estadual com apenas 7 anos de idade; depois dedicou-se ao futebol, até  praticar o basquete por incentivo do pai e após seis meses de treinamentos, sua mãe interveio e o motivou a conhecer o voleibol, de onde  quis continuar e galgou até sua trajetória profissional. Foi  na escolinha de vôlei do Grêmio Náutico União, onde jogou inicialmente e  conquistou vários títulos.
Aos 13 anos de idade, a exemplo da mãe, já era convocado para seleção gaúcha, onde treinou dois dias e por causa de sua idade fora dispensado. Em 2000 recebeu nova convocação e disputou vários campeonatos brasileiros, daí percebeu que poderia aprimorar-se cada vez mais na modalidade. Em 2002 foi convocado para a seleção brasileira infanto-juvenil  pelo técnico Percy Oncken  e conquistou a medalha de ouro no Campeonato Sul-Americano da categoria realizado no Chile.Foi o capitão  da equipe na conquista do ouro no Campeonato Mundial de 2003 nesta mesma categoria, realizado na Tailândia e neste mesmo ano tornou-se atleta profissional.
Em 2003 pela seleção gaúcha disputou o Campeonato Brasileiro de Seleções na categoria infanto-juvenil e foi vice-campeão nesta edição. Na temporada 2003-04 atuando pelo Bento Gonçalves foi escolhido a Revelação da Superliga. Defendendo as cores do On Line/ Herval  conquistou a edição do ano de 2004 da Liga Nacional de Voleibol  e ainda ficou na terceira colocação da Superliga Brasileira de 2004-05 série A .
Pela seleção brasileira disputou na categoria juvenil o Campeonato Sul-Americano  de 2004, sediado na Chile, e sagrou-se campeão, além de ser eleito  o Melhor Jogador, Melhor Atacante e Melhor Sacador e no ano seguinte disputou o Mundial da categoria realizado na Índia e conquistou a medalha de prata, mas individualmente foi eleito  Melhor Jogador e Melhor Atacante da competição.
Ainda em 2005 conquista o  título do Campeonato Gaúcho Juvenil, do  JERGS e também o título do Campeonato Brasileiro de Seleções, representando o Estado do Rio Grande do Sul..No ano seguinte foi contratado pelo  Unisul/Florianópolis   Sua primeira convocação para seleção adulta ocorreu em 2006 para participar  de amistosos no Brasil e pelo continente europeu, oportunidade que treinou  e  troca de experiência internacional com  atletas campeões olímpicos .
Na categoria principal, foi convocado pela primeira vez em 2007 para integrar  a seleção brasileira  em competições oficiais e foi quando disputou  e obteve o ouro  na  Liga Mundial , prata na  Copa América sediada no Brasil, ouro no  Campeonato Sul-Americano e na  Copa do Mundo. No ano de 2007 passa a defender a Cimed Brasil Telecom/Florianópolis onde conquistou de forma consecutiva o tricampeonato da Superliga Brasileira, nas temporadas: 2007-08, 2008-09 e 2009-10, e foi na temporada 2008-09 foi escolhido o Melhor Atacante da Superliga. Convocado novamente para seleção em 2008  foi novamente foi vice-campeão  da Copa América  realizada no Brasil
Também foi convocado para a Seleção de Novos  em rpeparação para disputar a Copa Pan-Americana de Voleibol Masculino sediado no México Estreou como titular na seleção brasileira adulta em 14 de junho de 2009 e neste ano foi campeão da Liga Mundial e do Campeonato Sul-Americano e da Copa dos Campeões . Neste mesmo ano pela Cimed /Florianópolis disputou o Campeonato Sul-Americano de Clubes   sediado em Florianópolis, quando sagrou-se campeão e conquistando a qualificação para o  Campeonato Mundial de Clubes no Qatar,  e nesta competição não se classificou para as finais, terminando na quinta posição.
Em 2010 conquistou o tricampeonato da Liga Mundial pela seleção.Na edição de  2010 do  Campeonato Sul-Americano de Clubes realizado na Argentina,  atuando pela Cimed /Florianópolis conquistou a medalha de prata.Thiago foi campeão da Superliga Brasileira 2010-11 série A jogando pela equipe do SESI-SP. Foi convocado pelo técnico Bernardinho para a  seleção  novamente para disputar a Liga Mundial de 2011 e com a equipe sagrou-se vice-campeão desta edição.
Ainda em 2011 conquistou a medalha de ouro no Pan de Guadalajara 2011  e ouro no Campeonato Sul-Americano no mesmo ano, além da medalha de bronze  no Universíada 2011 Foi cortado da seleção que disputaria a Copa do Mundo de 2011 
Também serviu a seleção brasileira no Evento Teste para a Olimpíada de 2012 e fez 14 pontos na partida de encerramento  na vitória de 3x2 diante da Seleção dos Estados Unidos  Transferiu-se  para o  voleibol japonês n a temporada 2011/2012, onde foi contratado pelo clube Panasonic Panthers, sagrando-se  campeão da liga japonesa  e da Copa do Imperador.Por este clube japonês, sagrou-se campeão da Copa do Rei do Japão, quando venceu a equipe F. C. Tokyo por 3x0 (25/19, 25/21 e 25/22), confirmando assim a tríplice coroa, e na temporada seguinte, retornou ao voleibol brasileiro para defender a  equipe da RJX e disputou a  Superliga Brasileira de 2012-13 - Série A  e conquistou o título desta edição, sendo eleito melhor jogador da partida, contemplado com o Troféu Viva Vôlei.
Thiago recebeu convocação em 2012 para defender a seleção brasileira e disputou a Liga Mundial desse ano, não se classificando para a fase final de forma direta,o selecionado dependeu de combinações de outros resultados de outros grupos;mas a exemplo da fase preliminar  a equipe brasileira não subiu ao pódio, terminando na sexta posição.Foi convocado também em 2012 para disputar sua primeira edição de jogos olímpicos e esteve na equipe que desacreditada pela campanha da Liga Mundial,  chegou a final da Olimpíada de Londres e após liderar o placar em 2 sets a 0, sofre virada da seleção russa, ficando assim com a medalha de prata.
Em maio de 2013 disputou o Campeonato Sul-Americano de Clubes realizado em Belo Horizonte, onde  conquistou a medalha de bronze e neste mesmo ano esteve na seleção brasileira que  participou da Liga Mundial e conquistou a medalha de prata ao  perder novamente na fase final  para seleção russa.Thiago  nesta edição sentia fortes e descobriu após exames a necessidade de intervenção cirúrgica para retirada  de “três corpos livres’’ que entraram na articulação e que estava “travando” seu cotovelo direito e tal procedimento fora realizado em Nova Iorque, mesmo período que deveria se juntar a seleção brasileira para disputar o Campeonato Sul-Americano  realizado em Cabo Frio.Para a temporada  2013-14, mesmo sem contratado assinado, permanece na equipe RJX e confirmou sua renovação mediante acertos verbais  e após recuperação, atuará ainda na superliga 2013-14.

## Clubes
| Clube                              | País    | De   | Até      |
| Grêmio Náutico União               | Brasil  | 2000 | 2003     |
| Bento Gonçalves                    | Brasil  | 2003 | 2004     |
| On Line/ Herval/Novo Hamburgo      | Brasil  | 2004 | 2005     |
| Unisul/Florianópolis               | Brasil  | 2006 | 2007     |
| Cimed Brasil Telecom/Florianópolis | Brasil  | 2007 | 2009     |
| Cimed Malwee                       | Brasil  | 2009 | 2010     |
| SESI-SP                            | Brasil  | 2010 | 2011     |
| Panasonic Panthers                 | Japão   | 2011 | 2012     |
| RJX                                | Brasil  | 2012 | 2013     |
| Fenerbahçe Grundig                 | Turquia | 2013 | 2014     |
| Panasonic Panthers                 | Japão   | 2014 | 2015     |
| SESI-SP                            | Brasil  | 2015 | 2018     |
| Blumenau                           | Brasil  | 2018 | Presente |

## Títulos e Resultados
- 2003- Vice-campeão do Campeonato Brasileiro de Seleções Infanto-Juvenil[9]
- 2004- Campeão da Liga Nacional de Voleibol[9]
- 2004-05- 3º Lugar da Superliga Brasileira[9]
- 2007-08- Campeão da Superliga Brasileira[6]
- 2008-09- Campeão da Superliga Brasileira[6]
- 2009-10- Campeão da Superliga Brasileira[6]
- 2009- 5º Lugar do Campeonato Mundial de Clubes (Doha,  Catar)[14]
- 2010-11- Campeão da Superliga Brasileira[27]
- 2011-Campeão do Evento Teste para a Olimpíada de 2012[20]
- 2011-12- Campeão da Liga Japonesa[21]
- 2012- Copa do Rei do Japão[21]
- 2012-Copa Imperador do Japão[21]
- 2012- 6º Lugar da Liga Mundial(Sófia,  Bulgária)
- 2012-13- Campeão da Superliga Brasileira .[1][12]

## Premiações Individuais
- 2003-04- Revelação da Superliga Brasileira [10]
- MVP (Most Valuable Player)- Melhor Jogador do Campeonato Mundial de Voleibol Masculino Sub-21 de 2005[13]
- Melhor Atacante do Campeonato Mundial de Voleibol Masculino Sub-21 de 2005[13]
- (Most Valuable Player)- Melhor Jogador do Campeonato Sul-Americano de Voleibol Masculino Sub-21 de 2004[11]
- Melhor Atacante do Campeonato Sul-Americano de Voleibol Masculino Sub-21 de 2004[11]
- Melhor Sacador do Campeonato Sul-Americano de Voleibol Masculino Sub-21 de 2004[11]
- 2008-09- Melhor Atacante da Superliga Brasileira[6][10][28]
- 2009-10- Melhor Atacante da Superliga Brasileira[29]